# H.J. Hammer
Hans Jørgen Hammer (født 29. december 1815 i København, død 28. januar 1882 i Rom) var en dansk genre-, historie- og portrætmaler. Han var bror til William Hammer.
H.J. Hammer var søn af skibsfører Peder Pedersen Hammer og Johanne født Bistrup. Lyst til tegning i barndommen forårsagede, at han, som så mange vordende kunstnere, blev sat i malerlære, nemlig hos en den gang anset mester, Jon Gulsen Berg. Allerede 1828 begyndte han som lærling at besøge Kunstakademiet, men hans udvikling foregik langsomt. I 1836 var han først nået ind på gipsskolen, i 1840 blev han elev af modelskolen, i 1842 vandt han den lille, i 1843 den store sølvmedalje, svarende til nutidens afgangsbevis. 
I 1835 var han imidlertid blevet malersvend og arbejdede som dekorationsmaler. Han konkurrerede som sådan til Den Neuhausenske Præmie, dog uden at vinde den; som figurmaler begyndte han at udstille i 1838. Ved den Neuhausenske konkurs (prisopgave) i 1845 vandt han ikke præmien; men hans arbejde Det sidste Læs købtes til Den Kongelige Malerisamling. To år efter vandt han præmien for Bönderkarle og piger fra hedeegnen imellem Kjöge og Roeskilde samles til lystighed under aaben himmel en helligdags eftermiddag.
Hammer var en alvorlig, flittig, tænksom, men noget tung og langsom natur. Den omstændelige nøjagtighed, hvormed han gik til værks lige fra at spidse blyanten til at lægge den sidste lasur (no) på det næsten færdige billede, forsinkede hans udvikling og gav tit hans omhyggelige, grundige udførelse noget trykket, for ikke at sige ubehjælpsomt. Hans udvikling hæmmedes også ved krigens udbrud i 1848. 
Treårskrigen
Han var blevet opmuntret til at søge rejsepenge til udlandet, men gik nu med som frivillig, tog officerseksamen og blev i marts 1849 løjtnant i linjen. Efter krigen forblev han i sin militære stilling, indtil han i 1860 tog sin afsked med kaptajnsrang. Forinden havde han dog stået i reserven i nogle år, mens han med Akademiets rejseunderstøttelse, der tildeltes ham for 1856 og 1857, var i Italien. 
Under krigen havde han ikke malet ret meget, og først ved de billeder han malede i Italien og efter sin hjemkomst, vakte han det større publikums opmærksomhed, navnlig vandt Torvet i Ariccia, efter Solnedgang med dets stærkt udtalte aftenstemning meget bifald og blev købt til Den Kongelige Malerisamling (1863). 
Af hans andre arbejder kunne fremhæves Axsamlersken, hans største arbejde (1866), Baggesen og Schimmelmann, som han malede i to eksemplarer (1872), Postbudet med det længe ventede Brev (1877) og Grev Gert og Niels Ebbesen, hvilket han efter den omstændeligste historiske forberedelse, ikke nåede at få fuldført. 
Sygdom og død
Et stærkt tilfælde af anæmi bragte ham på gravens rand, men hans stærke natur sejrede dog, og med opblomstrende sundhed og nyt mod på livet rejste den 66-årige mand til Italien, hvor han ved en forkølelse pådrog sig feber og døde i Rom 28. januar 1882. Hammer var ugift; han var i 1874 blevet medlem af Kunstakademiet og 1862 Ridder af Dannebrog.
Han er begravet på den protestantiske kirkegård i Rom. Der findes selvportrætter fra 1855 i
familieeje. Selvportræt (blyantstegning) på Frederiksborgmuseet. Maleri af Constantin Hansen 1863. Træsnit efter fotografi fra Budtz Müller 1882.

## Billeder
| - Interiører - Hammers atelier i Nyhavn med udsigt til Christianskirken og et skib på kanalen, uklar datering mellem 1833 og 1882 - En bondestue, 1851 - Vagtstuen i Kiel, 1856 |

| - Andre værker af H.J. Hammer - Rheden ved vintertid med Trekroner i baggrunden og Lynetten til højre, ca 1840 - Hjemkomsten. En bonde og hans to børn på vej hjem fra marken, 1842 - En ældre kvinde med kyse (?), 1846 - Scene fra en husmandsbolig med en lille dreng der stolt viser sin høst til sin bedstemor, 1846 - Portræt af gardehusar Jens Sørensen Uggelbølle, 1852 - En dreng med bare tæer i græsset, 1857 - Høstscene, 1865 - Italiensk kvinde med vandkrukke på hovedet, 1870 - Portræt af en rødskægget kriger i profil med metalhjelm, 1879 - Italienerinde, der tapper rødvin i en vinkælder. Mellem 1857 og 1882 |